# Barbus breviceps
Barbus breviceps är en fiskart som beskrevs av Trewavas, 1936. Barbus breviceps ingår i släktet Barbus och familjen karpfiskar. IUCN kategoriserar arten globalt som livskraftig. Inga underarter finns listade.